# Soluções das equações de campo de Einstein
Soluções das equações de campo de Einstein são métricas de espaço-tempo que resultam da resolução das equações de campo de Einstein e da relatividade geral. Resolver as equações de campo fornece uma variedade de Lorentz, as soluções das equações de campo e na relatividade numérica trouxeram inúmeros benefícios científicos nos últimos anos, principalmente no campo das Ondas Gravitacionais.
As equações de campo de Einstein são:
{\displaystyle G_{\mu \nu }+\Lambda g_{\mu \nu }\,=\kappa T_{\mu \nu },}
ao desmembrar as equações de campo vemos que {\displaystyle G_{\mu \nu }} é o Tensor de Einstein, {\displaystyle \Lambda } é a Constante cosmologica, {\displaystyle g_{\mu \nu }} é o Tensor métrico, {\displaystyle \kappa } é uma constante e {\displaystyle T_{\mu \nu }} é o Tensor de energia-momento. 

## Resolvendo as equações
As equações de Einstein dependem do tensor de energia-momento que depende do movimento e trajetória da matéria e das partículas, como também do Campo gravitacional, para se encontrar a solução exata é fundamental que essa solução descreva os campos fortes, a evolução métrica e o tensor de energia-momento.
Para obter soluções, as equações relevantes são a equações de campo de Einstein citada acima (em qualquer forma) mais a equação de continuidade (também fundamental encontrar e determinar a evolução do tensor energia-momento).
{\displaystyle T^{ab}{}_{;b}\,=0\,.}
Existem apenas 14 equações (10 das equações de campo e 4 da equações de continuidade) para 20 questões em aberto (10 componentes métricas e 10 componentes do tensor energia-momento). Ainda faltam as equações de estado, sendo necessárias pelo menos mais 6 equações, possivelmente mais se houver graus de liberdade internos (como a temperatura) que podem variar ao longo do espaço-tempo.
É possível simplificar e substituir o conjunto completo de equações de estado por uma aproximação simples. Algumas aproximações comuns são:
- Vácuo :

{\displaystyle T_{ab}\,=0}
- Fluido perfeito :

{\displaystyle T_{ab}\,=(\rho +p)u_{a}u_{b}+pg_{ab}} onde {\displaystyle u^{a}u_{a}=-1}
{\displaystyle \rho } é a densidade da massa-energia que foi medida por um referencial momentâneo em co-movimento, {\displaystyle u_{a}} é o campo vetorial de 4 velocidades do fluido no sistema e {\displaystyle p} é a pressão.
- Poeira não interagente (um caso especial de fluido perfeito):

{\displaystyle T_{ab}\,=\rho u_{a}u_{b}}
Para ser incluído um fluido perfeito é fundamental associar a densidade {\displaystyle \rho } e a pressão {\displaystyle p} a temperatura do sistema, sendo assim requisitado uma equação de transferência de calor ou um postulado em que a transferência de calor possa ser desprezada.
Apenas 10 das 14 equações originais são independentes, pois a equação da continuidade {\displaystyle T^{ab}{}_{;b}=0} é uma consequência das equações de Einstein em que o sistema é invariante em termos de calibre (que ocorre na ausência de alguma simetria, qualquer escolha de uma rede de coordenadas curvilíneas no mesmo sistema corresponderia a uma solução numericamente diferente). É necessário uma "fixação do medidor" onde precisamos impor 4 restrições (arbitrárias) ao sistema de coordenadas para obtermos resultados inequívocos. Essas restrições são conhecidas como condições de coordenadas.
Uma solução para o problema de medidor é o chamado "medidor De Donder", também conhecido como condição harmônica.
{\displaystyle g^{\mu \nu }\Gamma ^{\sigma }{}_{\mu \nu }=0\,.}
Pela relatividade numérica, o principal medidor é a chamada "decomposição 3+1", baseada no formalismo ADM. A decomposição métrica é escrita na forma de:
{\displaystyle ds^{2}\,=(-N+N^{i}N^{j}\gamma _{ij})dt^{2}+2N^{i}\gamma _{ij}dtdx^{j}+\gamma _{ij}dx^{i}dx^{j}}, onde {\displaystyle i,j=1\dots 3\,.}
{\displaystyle N} e {\displaystyle N^{i}} são funções das coordenadas do espaço-tempo e escolhidas de forma arbitrária em cada ponto, os outros graus físicos de liberdade estão contidos em {\displaystyle \gamma _{ij}}, que representam a métrica Riemanniana em 3 hipersuperfícies com constante {\displaystyle t}. Por exemplo, por uma escolha ingênua de {\displaystyle N=1}, {\displaystyle N_{i}=0}, o que corresponderia ao chamado sistema de coordenadas síncronas: onde a coordenada t deve satisfatoriamente coincidir com o tempo adequado para qualquer observador móvel (qualquer partícula que se mova através de um ponto fixo {\displaystyle x^{i}}em sua trajetória).
Ecolhidas as equações de estado e o medidor fixado, o conjunto completo de equações é resolvido; porém, mesmo no caso mais simples de campo gravitacional no vácuo (tensor energia-momento evanescente), o problema é muito complexo para ser encontrada uma solução exata. Se quisermos obter os resultados físicos, temos que recorrer a métodos numéricos, tentar encontrar soluções exatas impondo simetrias ou tentar abordagens intermediárias, como métodos de perturbação ou aproximações lineares do tensor de Einstein. 

## Soluções exatas
Soluções exatas são métricas de Lorentz que são conformes a um tensor momento-energia fisicamente realista e que são obtidas resolvendo exatamente na forma fechada.
Em 2015 a Colaboração Científica LIGO encontrou soluções para a métrica de buracos negros em colisão, através da compreensão de uma generalização do Teorema de Pitágoras como é descrito.

{\displaystyle \Delta s^{2}=Gxx\Delta x^{2}+Gyy\Delta y^{2}+Gxy\Delta x\Delta y}
{\displaystyle ds^{2}=g_{a}{_{b}}dx^{a}dx^{b}\equiv \sum _{a,b=0}^{3}g_{a}{_{b}}dx^{a}dx^{b}}
Ao deformar a métrica simulando o que ocorreria na deformação do espaço-tempo se chega a solução de que a variação do espaço-tempo causada pela matéria ou energia corresponde a essa deformação geométrica, onde a distância entre os dois pontos se modifica seguindo a lógica da deformação, isso codifica um dos aspectos da geometria euclidiana, e então obtemos a equação que é capaz de determinar o tensor métrico.

{\displaystyle G_{a}{_{b}}(g,\partial g,\partial ^{2}{g})=8\pi T_{a}{_{b}}(g,\Phi )}

Onde {\displaystyle G_{a}{_{b}}} é o Tensor de Einstein, que depende da métrica da primeira e segunda derivadas, e {\displaystyle T_{a}{_{b}}} é o Tensor de energia-momento construído a partir da matéria no campo {\displaystyle \Phi } e em geral também para a métrica. Para implementações numéricas, o primeiro passo é escrever as equações de Einstein como um sistema bem formulado de equações diferenciais para a métrica. A equação representa 10 equações diferenciais parciais não lineares acoplados para os 10 componentes independentes da métrica, mas sem ajustes as equações não são hiperbólicas em nenhum sentido conhecido (isto é, bem colocadas como um problema de valor inicial).
O operador diferencial que atua na métrica pelas Equações de Einstein é dado pelo Tensor de Ricci,

{\displaystyle R_{a}{_{b}}=-{\frac {1}{2}}g^{c}{^{d}}(\partial _{c}\partial _{d}g_{a}{_{b}}+\partial _{a}\partial _{b}g_{c}{_{d}}-\partial _{c}\partial _{a}g_{b}{_{d}}-\partial _{c}\partial _{b}g_{a}{_{d}})+R_{a}^{1}{_{b}}(g,\partial g)}

o primeiro termo por si só, {\displaystyle g^{c}{^{d}}\partial _{c}\partial _{d}g_{a}{_{b}}}, que é denotado {\displaystyle ^{g}\Box g_{a}{_{b}}} (onde {\displaystyle \Box } é o operador d'Alembert), tem em sua parte principal uma equação hiperbólica de onda simples, mas observe que a métrica aparece em dois lugares: como o campo da onda {\displaystyle g_{a}{_{b}}} e como o inverso da métrica {\displaystyle g^{c}{^{d}}} no operador da onda.
Podemos reformular as equações de Einstein como um problema de valor inicial bem formulado, onde o resultado do medidor harmônico generalizado pode ser escrito assim:

{\displaystyle \partial _{t}u^{\mu }+A^{i}{^{\mu }}_{v}(u)\partial _{i}u^{v}=S^{\mu }(u)}

O Vetor de estado {\displaystyle u^{\mu }} coleta todos os 10 componentes {\displaystyle g_{a}{_{b}}}, as primeiras 40 derivadas {\displaystyle \partial _{c}g_{a}{_{b}}} dependem da formulação, além de que pode haver variáveis para os campos da matéria.